# Langona improcera
Langona improcera là một loài nhện trong họ Salticidae.
Loài này thuộc chi Langona. Langona improcera được Wanda Wesołowska & Anthony Russell-Smith miêu tả năm 2000.